# Нижній Рейн (провінція)
Велике герцогство Нижній Рейн (нім. Großherzogtum Niederrhein) — одна з десяти провінцій, утворених у Пруссії в 1815 після Віденського конгресу. Адміністративний центр — місто Кобленц. У 1822 році була ліквідована і разом з провінцією Юліх-Клеве-Берг утворила нову збільшену Рейнську провінцію.

## Історія
У 1815 році за підсумками Віденського конгресу після закінчення Визвольної війни в Німеччині територія Королівство Пруссія була значно збільшена. У 1815/1816 роках для кращої організації численних новопридбаних земель у Пруссії було запроваджено провінційний поділ. Серед десяти створених були і дві рейнські провінції — Нижній Рейн зі центром в Кобленці і Юліх-Клеве-Берг зі столицею в Кельні. До складу Нижнього Рейну увійшли розташовані на захід і південь від Кельна території: колишнє Трирське курфюрство, частини Люксембурзького і  Лімбурзького герцогств, графства Мандершайд, частково регіонів Мальмеді та Пфальца й частини Юліського герцогства (включаючи місто Юліх) та інші невеликі володіння.
Майже від утворення, обидві провінції, Нижній Рейн і Юліх-Клеве-Берг, називалися «рейнськими провінціями». У червні 1822 року відбулося їхнє офіційне об'єднання в нову Рейнську провінцію.

## Адміністративний устрій
На території провінції існувало три адміністративні округи:
1. Адміністративний округ Трір[de], центр — Трір
2. Адміністративний округ Аахен[de], центр — Аахен
3. Адміністративний округ Кобленц[de], центр — Кобленц

## Обер-президенти
Посада обер-президента введена у Пруссії, згідно з указом від 30 квітня 1815 про поліпшення провінційного управління в Пруссії (нім. Verordnung wegen verbesserter Einrichtung der Provinzial-Behörden). Провінція Нижній Рейн за її недовгу історію мала двох обер-президентів.
| Роки      | Обер-президент       |
| --------- | -------------------- |
| 1815-1816 | Йохан Аугуст Закк    |
| 1816-1822 | Карл фон Інгерслебен |

У 1822 році об'єднану Рейнську провінцію також очолив Карл фон Інгерслебен.